# Verdigris (rzeka)

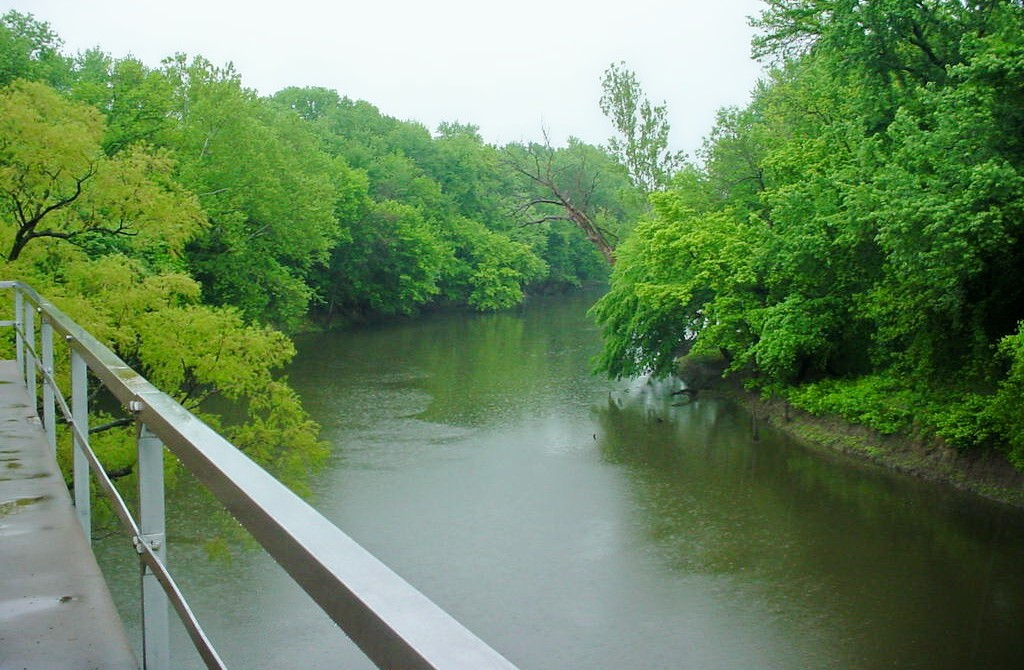
Verdigris w Coffeyville

Verdigris – rzeka w środkowych Stanach Zjednoczonych, dopływ rzeki Arkansas. Przecina południowe Kansas i północną Oklahomę. Jej długość wynosi 451 km. 
Główne miasta nad Verdigris to: Altoona, Benedict, Coffeyville, Independence, Madison, Neodesha, Okay oraz Toronto.